# 비밀이 아닌 이야기
《비밀이 아닌 이야기》(영어: Words on Bathroom Walls)는 2020년 미국의 드라마 영화로, 조현병을 앓는 고등학생 소년의 성장을 다루었다. 원작은 줄리아 월턴의 소설 《화장실 벽에 쓴 낙서》(원제는 같다)로, 토어 프로이덴탈 감독이 연출했고 찰리 플러머, 앤디 가르시아, 테일러 러셀, 애나소피아 로브, 베스 그랜트, 몰리 파커, 월턴 고긴스가 출연했다.
2020년 8월 21일 미국 극장에 개봉하였다.

## 줄거리
고등학생 애덤 페트라젤리는 정신병 발작으로 인해 친구의 팔에 화상을 입히게 되고, 그 후 조현병 진단을 받는다. 처음에는 요리에 몰두하며 스스로 증상을 다스리려 하지만, 세 명의 환각 인물과 어둡고 위협적인 목소리가 나타나는 등 증세가 악화되어 결국 약물 치료를 시작한다. 새로운 학교인 성 아가다 가톨릭 학교로 전학 간 애덤은 활발하고 똑똑한 반 수석 마야 아르네즈를 만나게 된다. 마야에게 과외를 받으면서 가까워지고, 약물 치료로 환각 증상은 줄어들지만 근육 경련이라는 부작용이 생긴다. 그는 마야에게 호감을 느끼지만 조현병을 숨기다가, 결국 마야에게 자신의 배경을 들키고 만다.
그러던 중, 약의 부작용으로 미각을 잃은 애덤은 약물 복용을 중단한다. 엄마의 임신 소식은 그를 더욱 불안하게 만든다. 그럼에도 불구하고 학교 성적이 크게 향상되어 졸업식에서 에세이를 발표하게 되고, 마야에게 프롬 파티에 함께 가자고 제안한다. 하지만 엄마가 약물 중단을 알게 되고, 학교에서 정학 처분을 받으면서 애덤은 좌절한다. 프롬 파티에 몰래 참석하려다 약물 과다 복용으로 환각 증세가 심해져 사고를 치게 된다.
병원에서 깨어난 애덤은 마야와 재회하지만, 환각 증세를 이기지 못하고 결국 마야에게 모진 말을 하고 병원에 입원한다. 그곳에서 그는 자신의 양아버지가 자신을 지지했다는 사실을 알게 되고, 처음으로 양아버지를 인정한다. 다시 학교로 돌아와 졸업식에서 자신의 병을 솔직하게 고백하는 용기를 내고, 마야에게 자신의 진심을 전한다. 결국 애덤은 고등학교 졸업장을 받고 요리학교에 진학하며, 환각과 함께 살아가는 법을 배우며 성장한다.

## 출연진
- 찰리 플러머 - 애덤 페트라첼리
- 테일러 러셀 - 마야 아네즈
- 앤디 가르시아 - 패트릭 신부
- 애나소피아 로브 - 리베카
- 베스 그랜트 - 캐서린 수녀
- 데번 보스틱 - 호아킨
- 로보 서배스천 - 보디가드
- 몰리 파커 - 베스 페트라첼리
- 월턴 고긴스 - 폴
- 에런 도밍게즈 - 토드
- 드루 샤이드 - 테드
- 레이날도 파베렐 - 마누엘
- 엘리 듀섹 - 사카린 소녀